# إيكو هايافوني
إيكو هايافوني (باليابانية: 早船愛子) مواليد 23 يناير 1980، هي لاعبة كرة يد يابانية تلعب كظهير أيمن. مثلت منتخب اليابان لكرة اليد للسيدات.

## سجل المنافسة
شاركت في البطولات التالية:
- بطولة العالم لكرة اليد للسيدات 2011
- بطولة العالم لكرة اليد للسيدات 2013